# Washington State Open 2013
Die Washington State Open 2013 im Badminton fanden vom 17. bis zum 19. Mai 2013 in Seattle statt.

## Die Sieger
| Disziplin    | Gold                                   | Silber                        | Bronze                       |
| ------------ | -------------------------------------- | ----------------------------- | ---------------------------- |
| Herreneinzel | Tao Yuan                               | Kevin La                      | Jensen Ly                    |
| Herreneinzel | Tao Yuan                               | Kevin La                      | Chak Man Chan                |
| Dameneinzel  | Victoria Chen                          | Christine Chen                | Jenny Jin                    |
| Dameneinzel  | Victoria Chen                          | Christine Chen                | Elisha Liu                   |
| Herrendoppel | Nicholas Jinadasa Kevin La             | Toru Takayanagi Tao Yuan      | Dzmitry Dulko Kevin Yu       |
| Herrendoppel | Nicholas Jinadasa Kevin La             | Toru Takayanagi Tao Yuan      | Jensen Ly Jason Wong         |
| Damendoppel  | Elisha Liu Bowie Tam                   | Victoria Chen Goddess Amy Jin | Christine Chen Ying-Fang Lai |
| Damendoppel  | Elisha Liu Bowie Tam                   | Victoria Chen Goddess Amy Jin | Crystal Chow Veronica Yeung  |
| Mixed        | Nicholas Jinadasa Mesinee Mangkalakiri | Mickey Chow Crystal Chow      | Kevin So Bowie Tam           |
| Mixed        | Nicholas Jinadasa Mesinee Mangkalakiri | Mickey Chow Crystal Chow      | Stevie Fung Daisy Lee        |